# Ярвинен, Акиллес
Акиллес Ээро Йоханнес Ярвинен (фин. Akilles Eero Johannes Järvinen; 19 сентября 1905, Йювяскюля, Великое княжество Финляндское — 7 марта 1943, Тампере, Финляндия) — финский легкоатлет, призёр Олимпийских игр; старший брат легкоатлета Матти Ярвинена.

## Биография
Родился 19 сентября 1905 года в Йювяскюля (Великое княжество Финляндское); его отцом был Вернер Ярвинен — бронзовый призёр Олимпиады-1908. В 1928 году на Олимпийских играх в Амстердаме он завоевал серебряную медаль в десятиборье; в 1932 году на Олимпийских играх в Лос-Анджелесе, повторил этот результат. В 1934 года на чемпионате Европы завоевал серебряную медаль в беге на 400 м с барьерами.
В 1943 году разбился во время полёта на учебном самолёте.